# Rem Koolhaas
Remment Lucas (Rem) Koolhaas (Rotterdam, 17 november 1944) is een Nederlandse architect, stedenbouwkundige en essayist. 
Hij is hoogleraar Architectuur en Stedenbouw aan de Graduate School of Design van Harvard-universiteit. In 2000 won hij de Pritzker Prize. In 2008 werd hij opgenomen in de Time 100 ranglijst van de 100 meest invloedrijke mensen ter wereld. In 2014 is hij curator van de Biënnale van Venetië en lid van de American Philosophical Society. Hij is een van de belangrijkste architectuurdenkers en stedenbouwkundigen van zijn generatie. Hij wordt vaak aangehaald als vertegenwoordiger van het deconstructivisme en is de auteur van de bestsellers Delirious New York: A Retroactive Manifesto for Manhattan en S, M, L, XL: Small, Medium, Large, Extra-Large.

## Levensloop
Hij is de zoon van schrijver en filmcriticus Anton Koolhaas. Zijn grootvader was de architect Dirk Roosenburg (1887-1962). Tussen 1952 en 1956 woonde het gezin Koolhaas in Indonesië. In Nederland ging Koolhaas naar de Nederlandse Filmacademie, waar hij zich specialiseerde in scenarioschrijven en samen met Jan de Bont, Frans Bromet, René Daalder en Samuel Meyering in 1965 de 1,2,3 Groep vormde. Hij schreef onder andere het scenario voor De Blanke Slavin (1969; samen met Daalder). Ook werkte hij als journalist bij de Haagse Post. Van 1968 tot en met 1972 studeerde hij architectuur aan de Architectural Association School (AA) in Londen. Koolhaas verwierf in 1972 een beurs om een tijdlang in de Verenigde Staten te verblijven. Hij studeerde aan de Cornell University en werd daarna visiting fellow aan het Institute for Architecture and Urban Studies in New York.
In 1975 richtte Koolhaas met de architect Elia Zenghelis en hun beider echtgenotes, de beeldend kunstenaars Madelon Vriesendorp en Zoe Zenghelis, het architectenbureau Office for Metropolitan Architecture (OMA) op, dat vanaf dat moment een belangrijke rol zou spelen in het wereldwijde architectuurdebat, zij het in het begin vooral als "papieren architect". Dat wil zeggen dat OMA aanvankelijk bekend was van lezingen, prijsvragen, discussies en publicaties, maar niet van gebouwen. Vooral het opzienbarende, maar niet uitgevoerde, prijsvraagontwerp voor de uitbreiding van het Tweede Kamergebouw in Den Haag uit 1978 trok wereldwijd de aandacht.

### Invloed
Een invloedrijk boek van Koolhaas is Delirious New York, a retroactive manifesto, dat in 1978 verscheen en waarin Koolhaas probeerde de filosofie van Manhattan bloot te leggen. Een filosofie die nooit expliciet geformuleerd is, maar tot uiting komt in de verschillende ontwikkelingen die Manhattan en New York gevormd hebben; van Coney Island tot Radio City Music Hall en van Central Park tot Rockefeller Center. Op de omslag van het boek staat een schilderij van Vriesendorp afgebeeld. Het verbeeldt het Empire State Building samen met het Chrysler Building in bed nadat ze de liefde hebben bedreven; een verwijzing naar de erotiek en de opwinding van "Delirious New York".
Centraal thema van het boek is The Culture of Congestion en wat die aan meerwaarde oplevert. Koolhaas zou gefascineerd blijven door plekken op de aarde waar bijzondere dingen gebeuren doordat veel mensen en menselijke activiteiten op een klein stuk grond worden geconcentreerd, en door het met elkaar in verbinding brengen van twee onverenigbare grootheden, dat bepalend zal zijn voor Koolhaas' pogingen om elk nadeel, elk probleem, elke negativiteit tot hun tegendeel om te vormen.

### Doorbraak

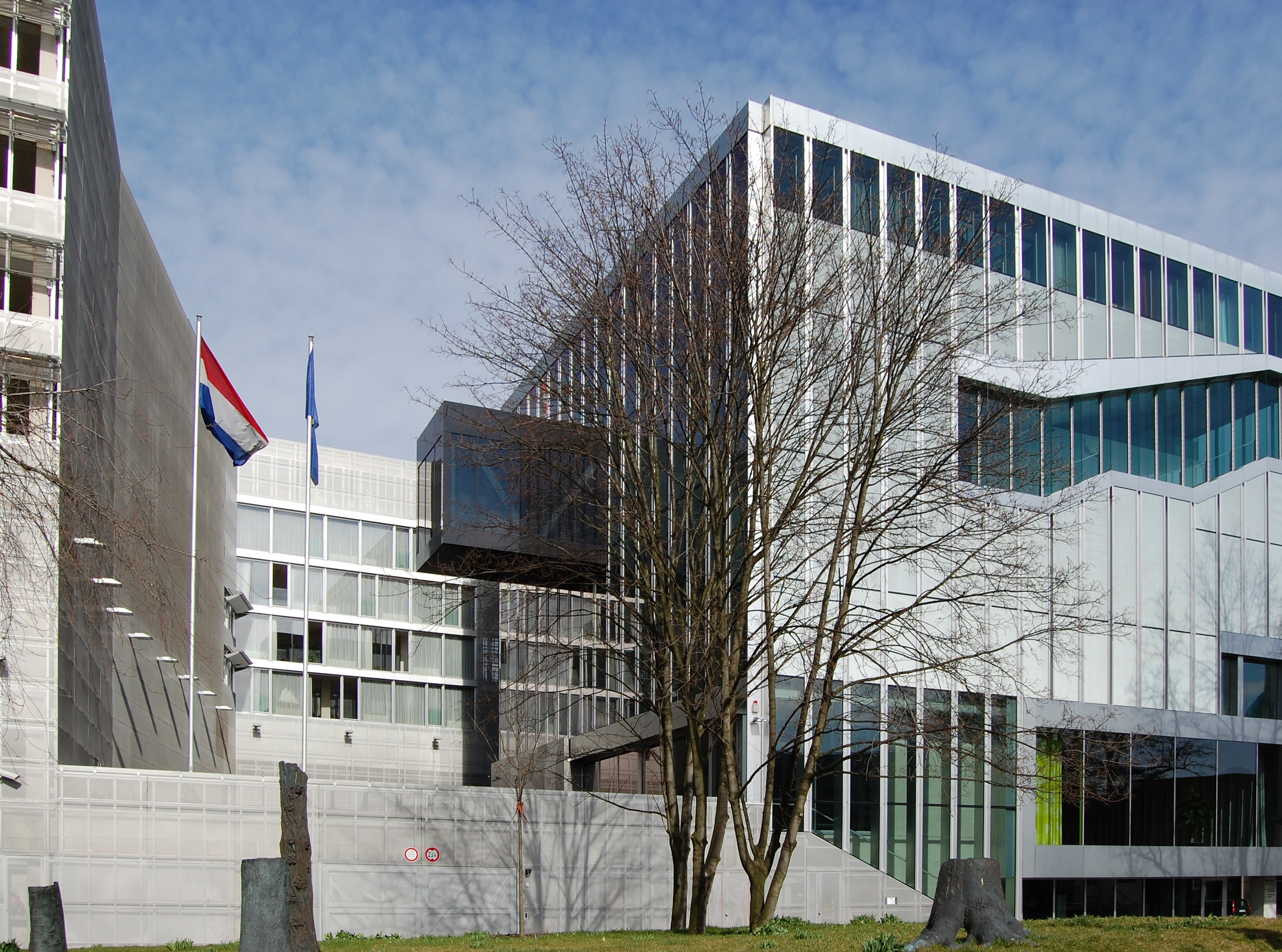
Nederlandse ambassade, Berlijn.

Als bouwende architect brak Koolhaas in 1992 internationaal door met de bouw van de Kunsthal in Rotterdam. Andere in Nederland gerealiseerde ontwerpen waarmee het bureau zich in die beginjaren profileerde waren het Nederlands Danstheater uit 1987 in Den Haag en de Rotterdamse busterminal (gesloopt in 2004). Meervoudige opdrachten voor het stadhuis in Den Haag (1986) en het Nederlands Architectuurinstituut in Rotterdam (1988) gingen ondanks lovende juryrapporten en handtekeningenacties uit de architectenwereld niet naar Koolhaas. Vanaf de jaren negentig is het bureau vooral internationaal actief.
In 1995 verscheen S, M, L, XL een 'architectuurroman' waarin Koolhaas samen met grafisch vormgever Bruce Mau in een autobiografische/encyclopedische stijl zijn werken en denken tot op dat moment uiteenzette.
Toen het bureau in 1995 op de rand van een faillissement verkeerde, werd samenwerking gezocht met de "De Weger"-adviesgroep te Rotterdam, die in 1997 opging in de Royal Haskoning-groep te Nijmegen. De samenwerking werd in 2002 beëindigd.
Eind jaren negentig besloot Koolhaas AMO op te zetten, een eigen researchinstituut dat een aantal samenwerkingsverbanden van het bureau (vooral die met Harvard Design School in Massachusetts) formaliseerde. AMO houdt zich bezig met thema's als identiteit, cultuur en organisatie en was onder andere betrokken bij de opdrachten voor Prada, het onderzoek naar de verplaatsing van Schiphol en de visuele communicatie rond de Europese Unie.
Als resultaat van langdurig onderzoek aan de Harvard-universiteit verschenen in 2001 The Harvard Design Guide to Shopping (over de opkomst van de shoppingmall, de rol van de roltrap en de manier waarop 'shopping' in alle lagen van onze cultuur is doorgedrongen) en The Great Leap Forward (geschiedenis van China, met name gericht op de ultrasnelle groei van stedelijke agglomeraties als de Parelrivierdelta).
Gelijktijdig met de grote overzichtstentoonstelling 'Content' (Berlijn, Rotterdam 2003-2004) verscheen Content, een als tijdschrift vormgegeven vervolg op S,M,L,XL.

## Werken
Pas in de jaren tachtig werden Koolhaas' eerste projecten gerealiseerd. Deze bevonden zich in Nederlandse steden: Amsterdam (het IJplein in Amsterdam-Noord; stedenbouwkundig plan en woongebouw); Den Haag (gebouw voor het Nederlands Dans Theater); en Groningen (een tweetal woongebouwen). Later volgden de Kunsthal in Rotterdam en het Educatorium in Utrecht. Vanaf de jaren negentig volgde het buitenland en werden projecten uitgevoerd in Frankrijk, de Verenigde Staten en Japan. In Nederland was het bureau verantwoordelijk voor masterplannen in onder andere Utrecht (Universiteitscomplex De Uithof), Groningen (Verbindingskanaalzone), Breda (Chassé-terrein) en Almere Centrum. Binnen dat laatste plan werd in 2006 de bioscoop Blok 6 naar ontwerp van OMA opgeleverd.
Den Haag heeft een relatief grote concentratie Koolhaas-gebouwen. Naast het genoemde Danstheater (in 2015 grotendeels gesloopt) ontwierp Koolhaas in 2003 ook de nieuwbouw van poppodium Paard van Troje en in 2004 het Souterrain (een tramtunnel met twee stations en een ondergrondse parkeergarage). Voor de zomer van 2010 werd een begin gemaakt met het bouwrijp maken van bouwgrond voor station Den Haag Centraal. Hier had een 93 meter hoog kantoor/woongebouw naar ontwerp van OMA moeten komen. Door onenigheid tussen de gemeente en de projectontwikkelaar is dit prestigieuze project, dat in het voorjaar van 2010 door de Haagse gemeenteraad werd goedgekeurd, enkele maanden later afgeblazen.
In Beijing heeft Koolhaas in samenwerking met de Duitse architect Ole Scheeren in 2006 de gebouwen van de CCTV en de daarnaast gelegen TVCC ontworpen. De CCTV-toren werd gebouwd voor de Olympische Spelen van 2008, maar kwam pas in 2012 gereed. Het bestaat uit twee torens die zowel boven als beneden met elkaar verbonden zijn. De vloeroppervlakte is 575.000 m². Het TVCC-gebouw is tijdens de viering van Chinees Nieuwjaar van 2009 (2 februari 2009) door een vuurwerkbrand zwaar beschadigd en werd herbouwd.
In Nederland kwam in 2013 in Rotterdam De Rotterdam gereed, een concept dat door het architectenbureau OMA omschreven wordt als verticale stad. Het enorme gebouw dat zowel kantoren als woonruimte bevat is met een bouwhoogte van ca 149 meter een nieuwe landmark voor Rotterdam. 

### selectie van werken

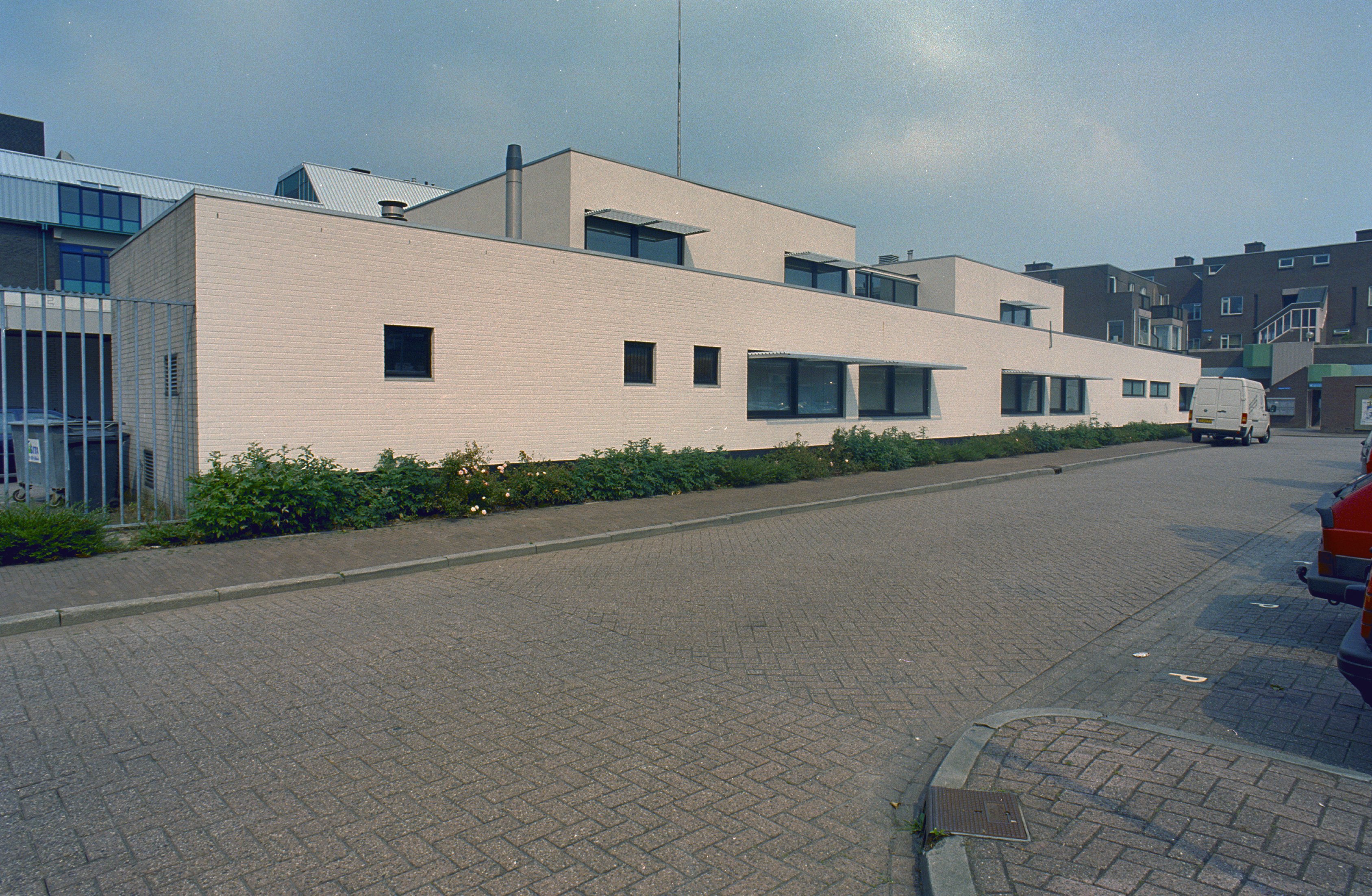
Politiebureau Almere
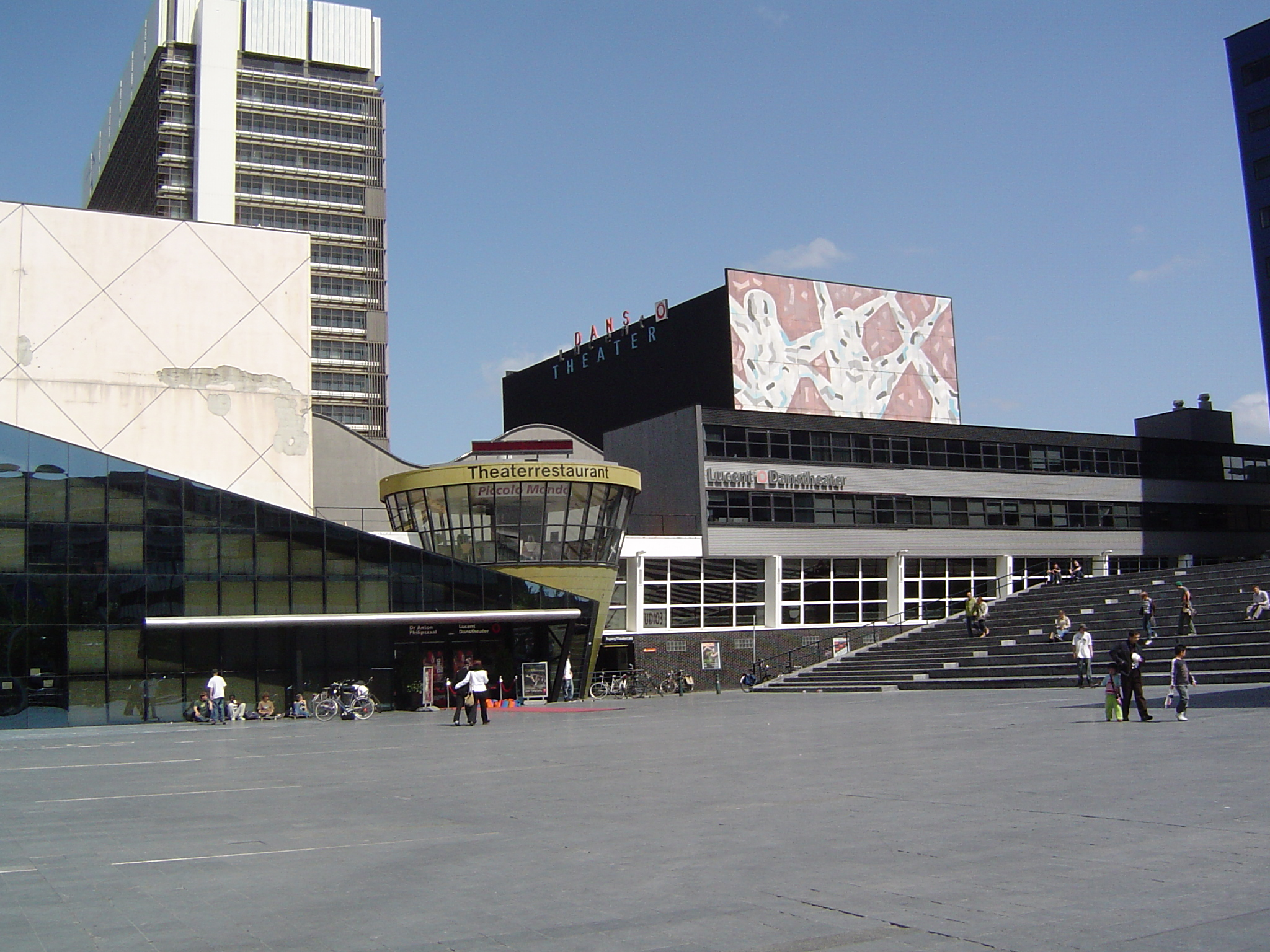
Lucent Danstheater, Den Haag
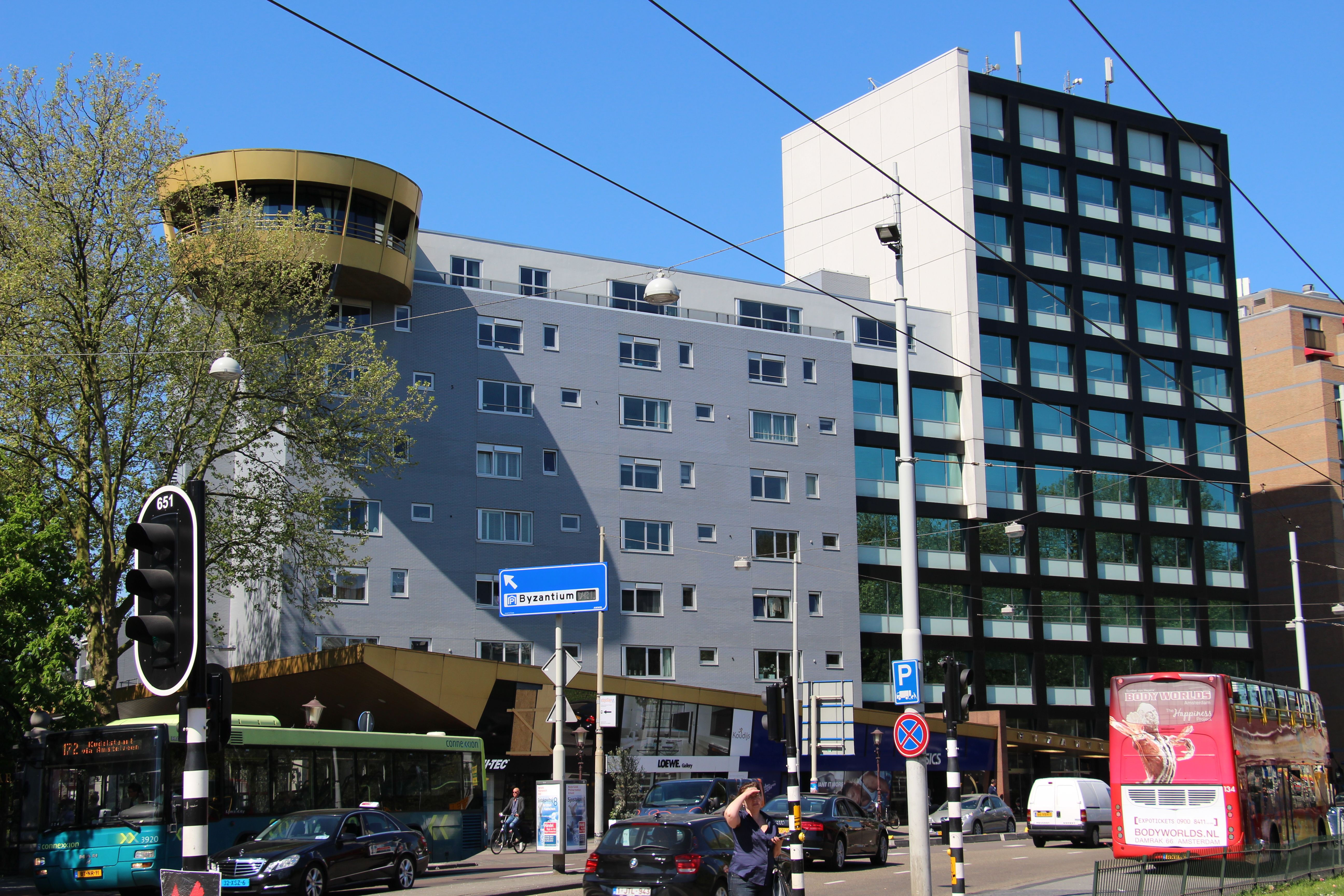
Byzantium, Amsterdam
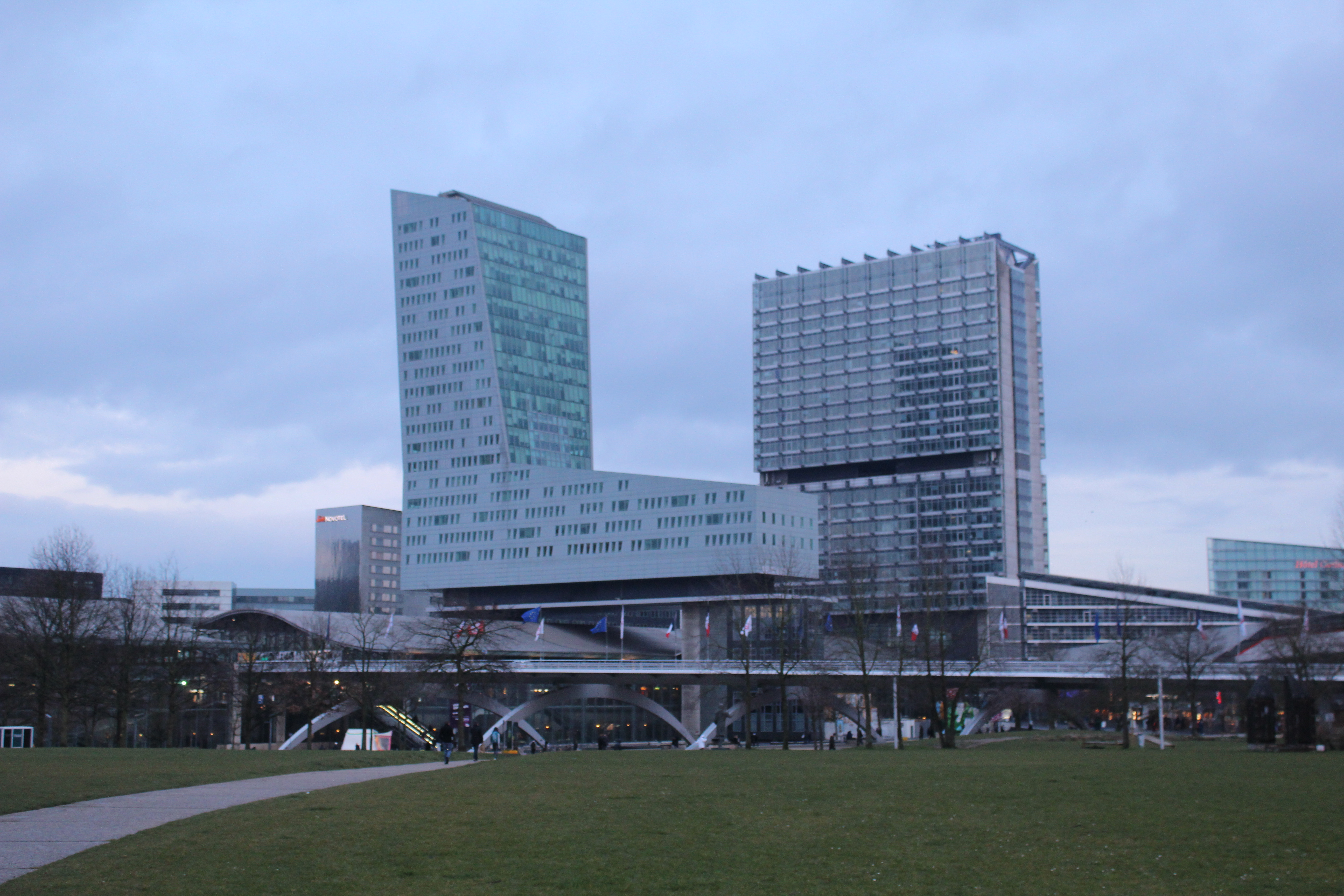
Masterplan Euralille, Rijsel
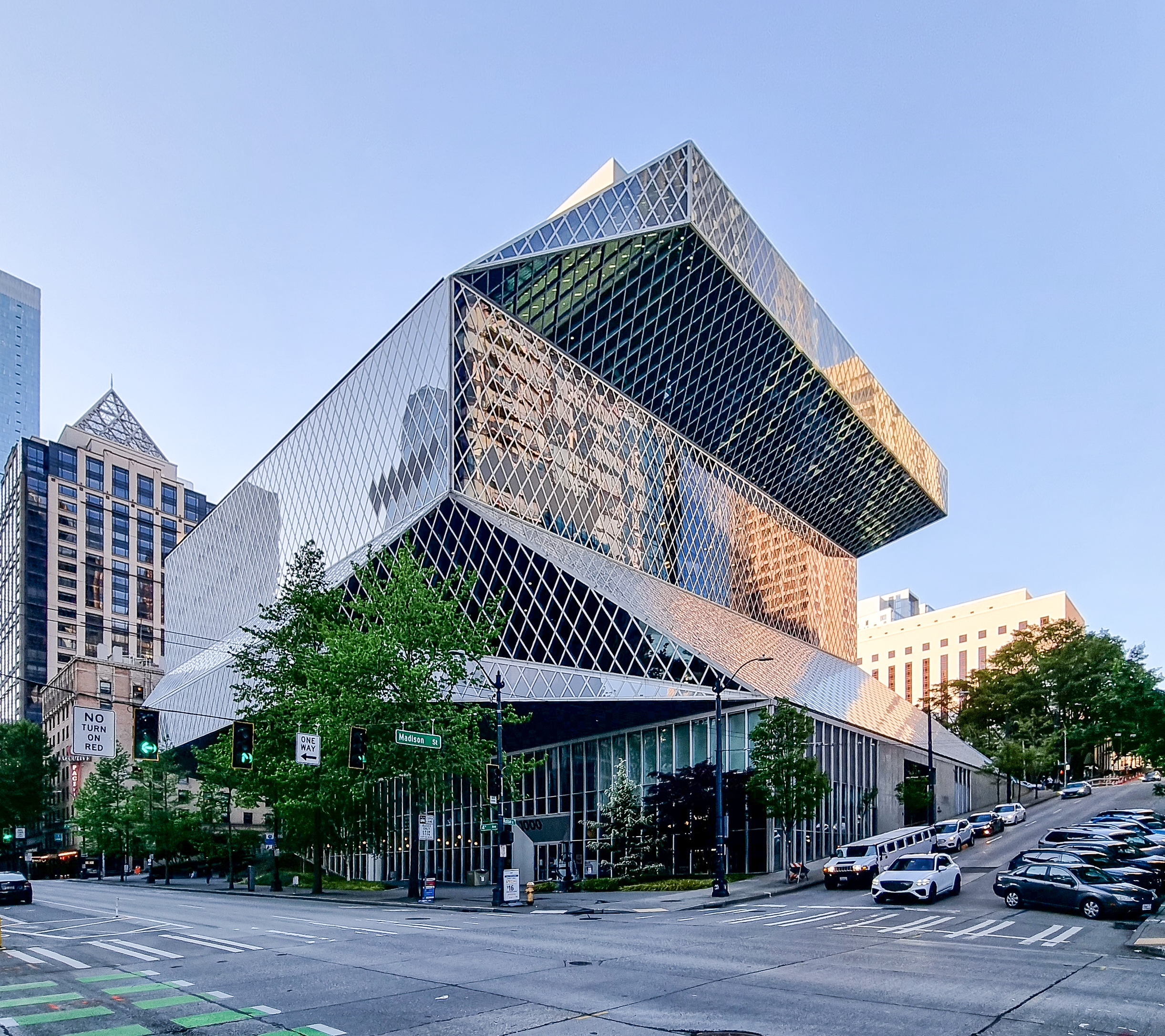
Centrale Bibliotheek, Seattle
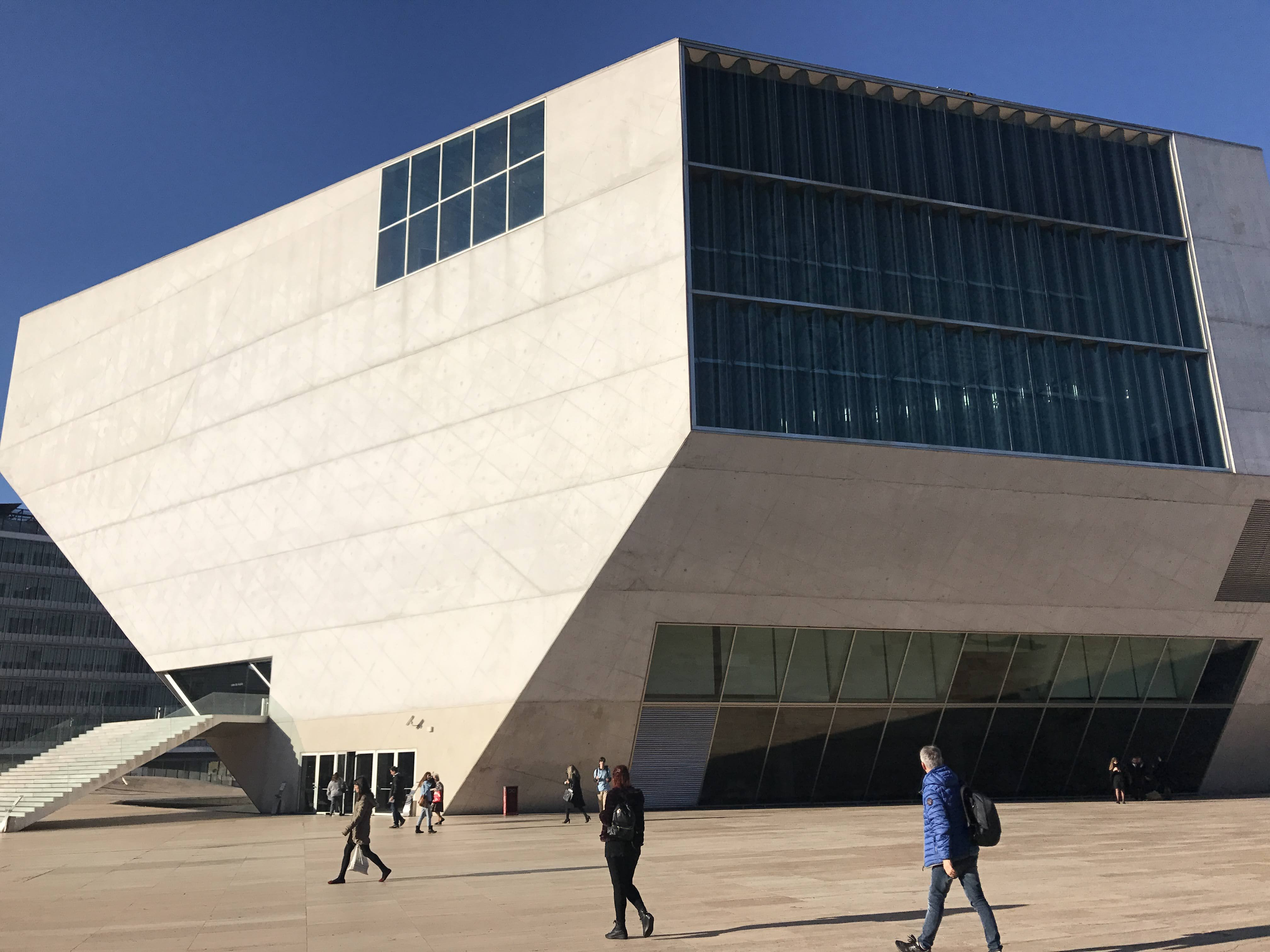
Concerthal Casa da Musica, Porto
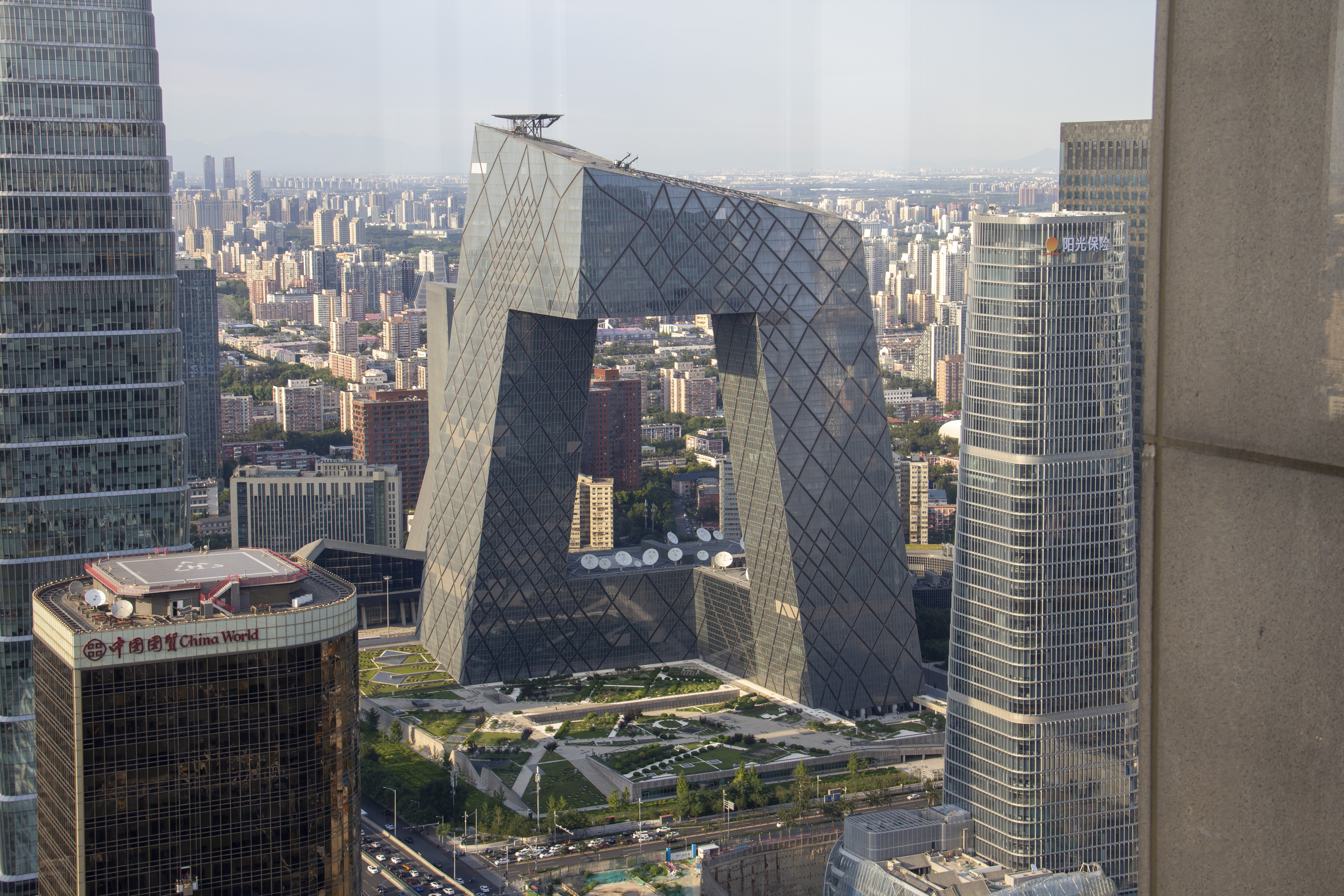
CCTV, Beijing
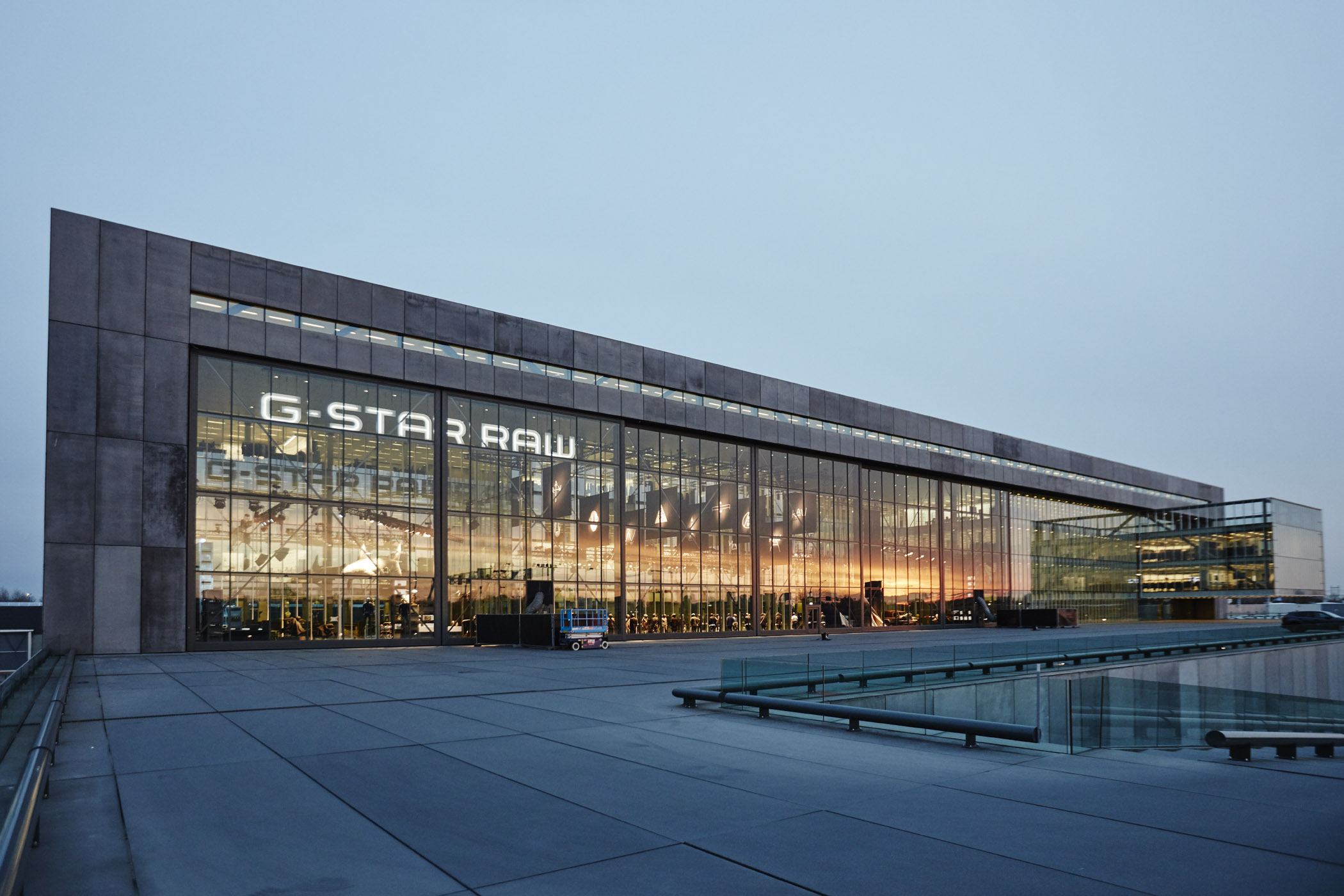
Hoofdkantoor G-star Raw, Amsterdam
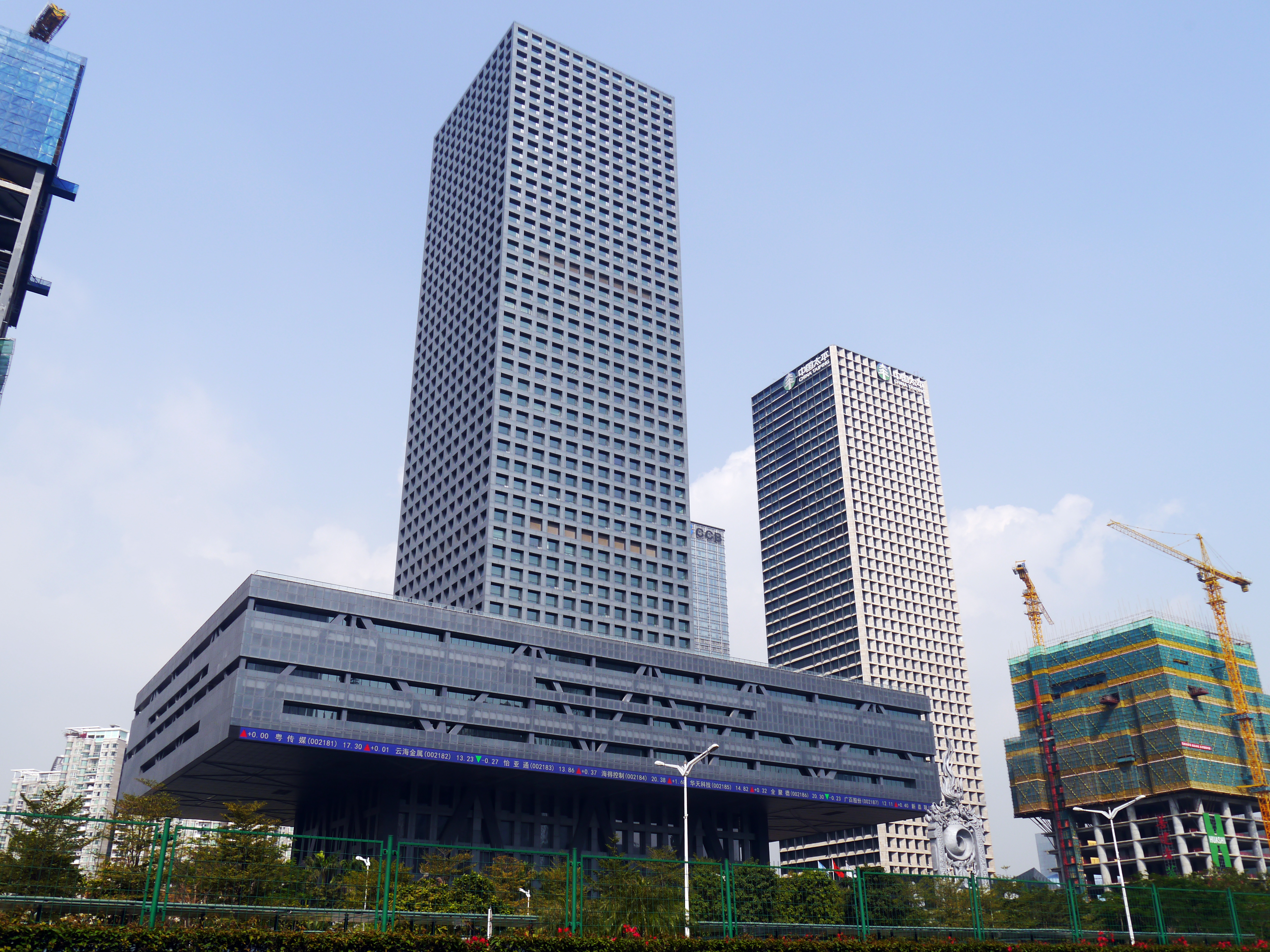
Shenzhen Stock Exchange, Shenzhen
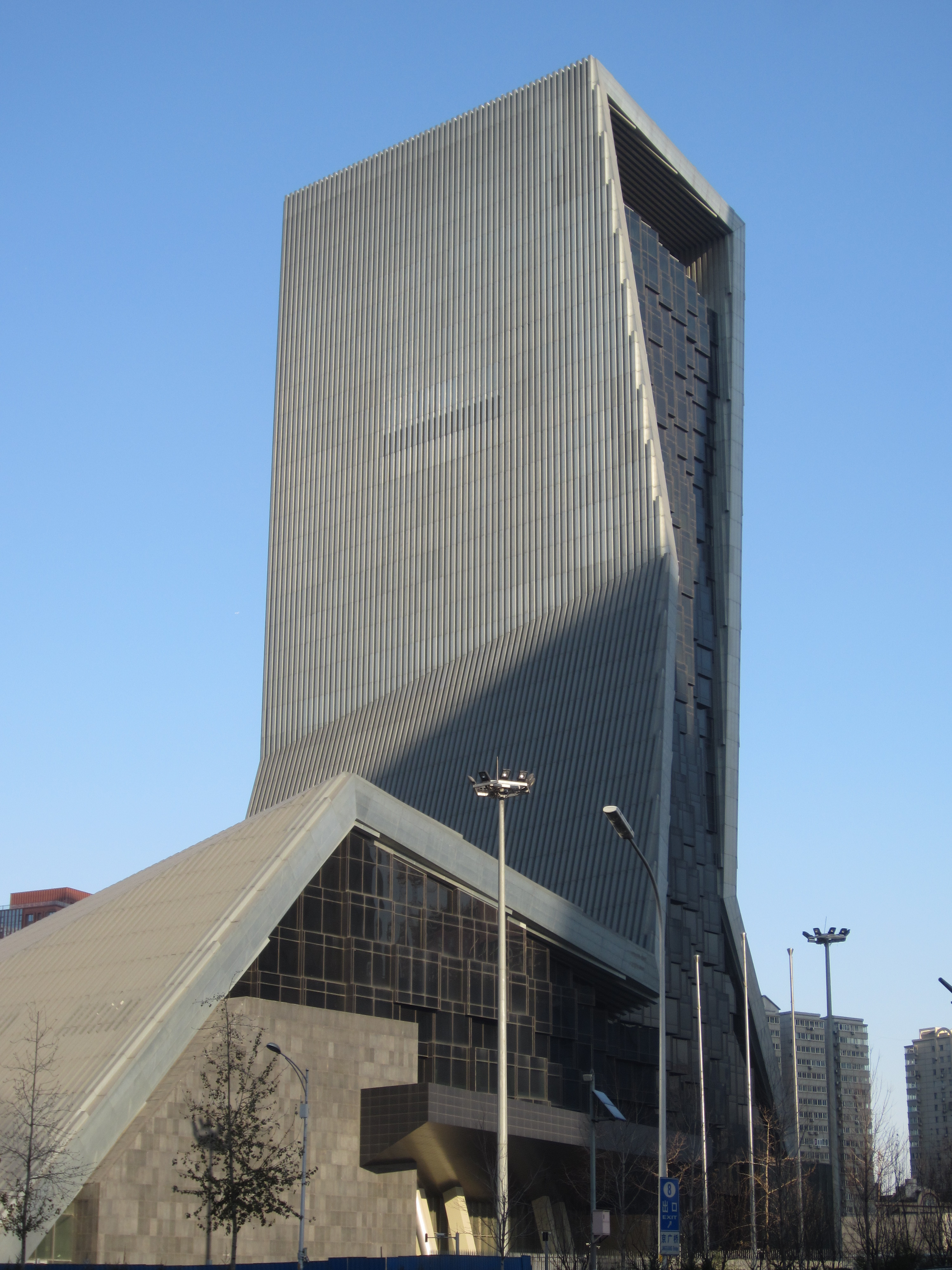
TVCC, Beijing
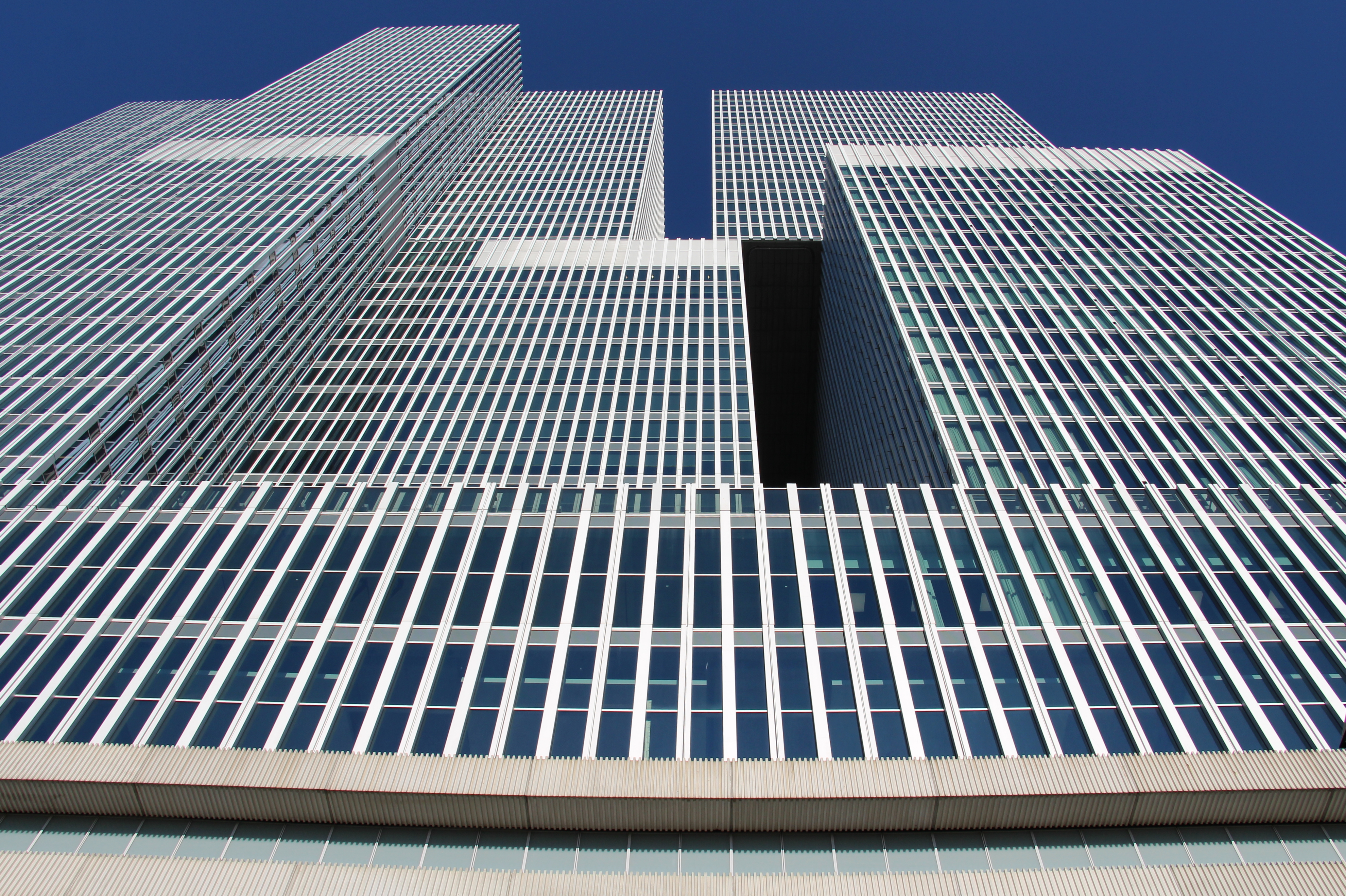
De Rotterdam, Rotterdam
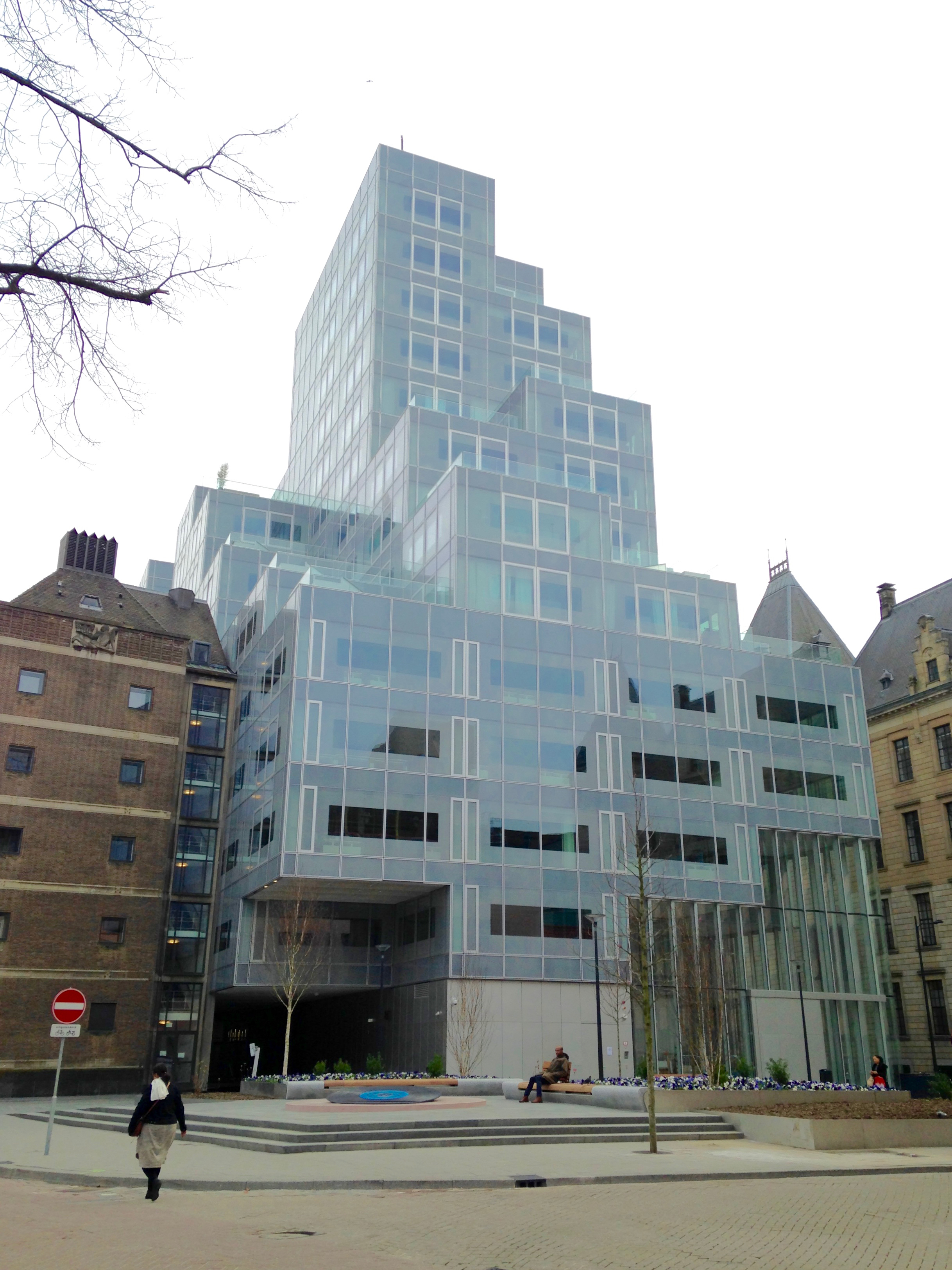
Timmerhuis, Rotterdam
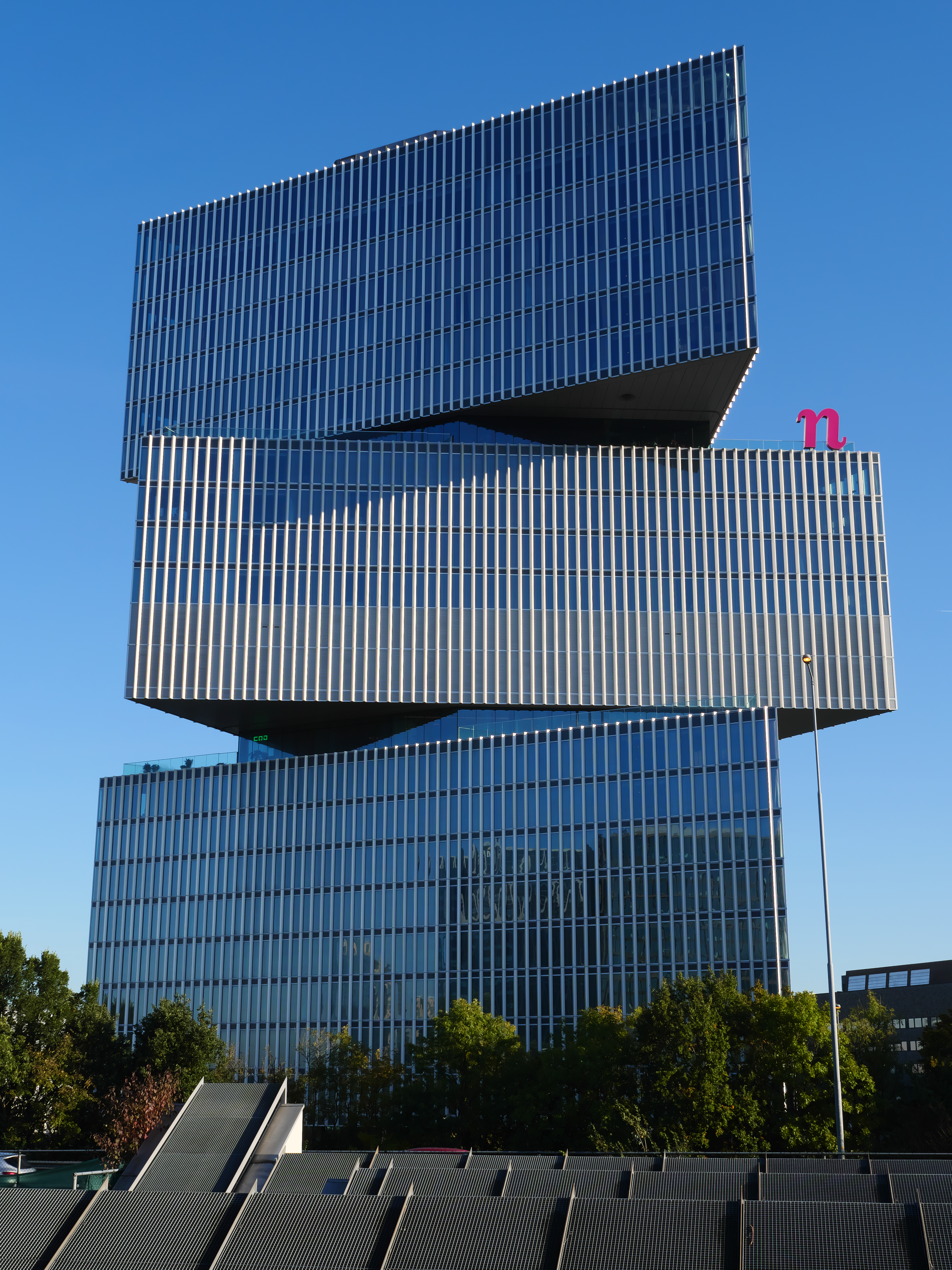
Nhow Hotel, Amsterdam

## Prijzen
- In 2000 won Koolhaas de prestigieuze Pritzker Prize en in 2004 de Royal Gold Medal van het RIBA, het Royal Institute of British Architects.
- Voor de Nederlandse ambassade in Berlijn (een ontwerp uit 2002) ontving OMA de European Union Prize for Contemporary Architecture/Mies van der Rohe Award 2005.
- De stad Rotterdam heeft hem in 2004 de Wolfert van Borselenpenning toegekend.
- Op 2 februari 2007 ontving Koolhaas een eredoctoraat van de Katholieke Universiteit Leuven voor zijn werk. Op 19 oktober 2012 reikte de Vrije Universiteit een eredoctoraat uit aan hem.
- Op 16 juli 2010 heeft Koolhaas de Gouden Leeuw in ontvangst mogen nemen voor zijn gehele oeuvre. De prijs werd uitgereikt op "De Architectuur Biënnale in Venetië".
- De Johannes Vermeerprijs 2013.
- Op 8 februari 2018 werd de Commandeur des Artes des Lettres aan hem toegekend. De hoogste Franse onderscheiding die wordt uitgereikt als erkenning voor een uitzonderlijke bijdrage op artistiek of literair gebied.[1]

## Trivia
- Zijn neef Teun Koolhaas, die in 2007 overleed, was eveneens een bekende architect en stedenbouwkundige.
- In het spel Star Trek Online is er een planetenstelsel naar Koolhaas vernoemd.